# 藤原静雄
藤原 靜雄（ふじわら しずお、1954年 - ）は、日本の法学者。専門は、行政法・情報法・地方自治法。学位は、博士（法学）（一橋大学・論文博士・2002年）。中央大学名誉教授。内閣府個人情報保護委員会委員長。

## 人物・経歴
三重県生まれ。三重県立伊勢高等学校卒。一橋大学大学院法学研究科で市原昌三郎及び南博方の指導を受ける。一橋大学大学院法学研究科修士課程修了後、1986年一橋大学大学院法学研究科博士後期課程単位取得満期退学。2002年『情報公開法制』で、博士（法学）（一橋大学）の学位を取得。審査員山田洋、高橋滋、山内敏弘。
税務大学校専科講師、東京大学教養学部非常勤講師、ライン・フリードリヒ・ヴィルヘルム大学ボン客員教授、國學院大學法学部教授等を歴任。2003年國學院大學法学部長。2004年筑波大学大学院ビジネス科学研究科教授。2011年中央大学法科大学院教授。2013年中央大学法科大学院研究科長。2019年内閣府個人情報保護委員会委員。NHK情報公開・個人情報保護審議委員会委員長、日本公法学会理事。元日本学術会議特任連携会員。元日本公共政策学会理事。日本スポーツ仲裁機構仲裁人、内閣官房社会保障・税に関わる番号制度に関する実務検討会及びIT戦略本部企画委員会個人情報保護ワーキンググループ委員、個人情報保護法制化専門委員会委員、情報公開審査会委員、内閣府国民生活審議会委員、内閣府情報公開・個人情報保護審査会委員、経済産業省消費経済審議会委員、文部科学省科学技術・学術審議会生命倫理・安全部会委員、消費者委員会個人情報保護専門調査会委員、神奈川県情報公開個人情報保護審議会会長、東京都公文書管理委員会委員長、横浜市情報公開・個人情報保護審査会会長等も務める。
平成27年度情報化促進貢献個人等表彰・総務大臣賞（情報化促進貢献）受賞。2016年にはJKビジネスに関する警視庁の有識者懇談会座長を務め、18歳未満の労働の禁止や公安委員会への届出義務化を提言した。2017年には水上オートバイに関する警視庁の有識者懇談会座長を務め、航行可能区域や飲酒運転の規制を提言した。2019年警察政策学会会長。2020年警察庁クロスボウの所持等の在り方に関する有識者検討会座長。2024年内閣府個人情報保護委員会委員長、中央大学名誉教授。

## 交友・人物
刑法学者の星周一郎東京都立大学法学部教授は有識者会議などで知り合った知人。
寡黙な性格で、プライベートな話や、詳しい研究の話、他人の研究への干渉、他人の評価などを、表立って行うことはない。

## 主な著書
- 『情報公開法制』（弘文堂）
- 『情報公開法 その理念と成り立ち』（共著）（ぎょうせい）
- 『岩波講座 現代の法〈10〉情報と法』（共著）（岩波書店）
- 『最新 地方自治法講座 ４巻（住民訴訟）』（共著）（ぎょうせい）
- 『逐条個人情報保護法』（弘文堂）
- 『はじめての行政法』（共著）（有斐閣）